# Abdul Hamid Halim di Kedah
Abdu'l Hamid Halim Shah II Ibni Ahmad Taj ud-Din al-Mukarram Shah (Alor Setar, 4 giugno 1864 – Alor Setar, 13 maggio 1943) è stato sultano di Kedah dal 1881 al 1943.

## Biografia

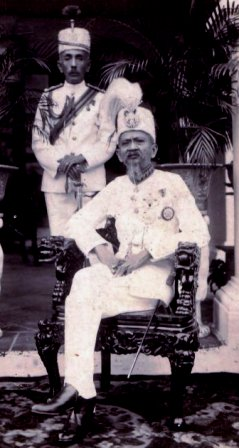
Abdul Hamid Halim di Kedah.

Abdul Hamid Halim di Kedah nacque ad Alor Setar il 4 giugno 1864 ed era il terzo figlio del sultano Ahmad Shah Tajuddin Mukarram e della sua prima moglie Wan Hajar binti Datuk Wan Ismail. Venne educato privatamente.
Nell'aprile 1874 venne nominato erede al trono con il titolo di Phra Seninarungritra Raja Muda Muang Saiburi. Venne investito ufficialmente al Grande Palazzo Reale di Bangkok nel febbraio 1880. Salì al trono alla morte del fratello il 22 settembre 1881. Il 21 gennaio successivo venne ufficialmente riconosciuto dal re del Siam.
Nel 1905 chiese un prestito di 2 500 000 di dollari al Siam a causa di una crisi finanziaria che colpì il paese. Il prestito venne concesso con la clausola di ammettere un consulente finanziario della corte del Siam nel Consiglio di Stato del sultanato, da poco creato per aiutare il sovrano nell'amministrazione di tutti gli affari pubblici. Ciò determinò la promulgazione di una nuova Costituzione il 29 luglio 1905. Nel Consiglio di Stato furono ammessi diversi fratelli e poi i loro figli. La formazione del Consiglio frenò poteri amministrativi del sultano.

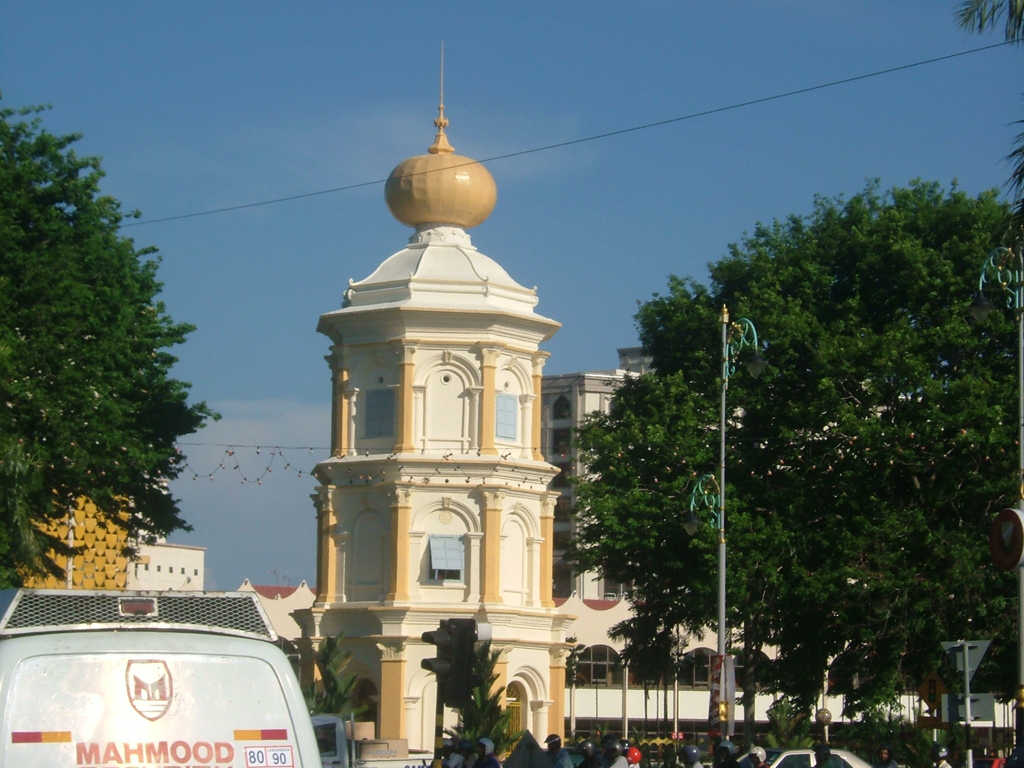
La Balai Nobat.

Il sultano Abdul Hamid promosse la ristrutturazione del Balai Besar nel 1896. Questo edificio era andato distrutto a causa degli attacchi del bugis Armada (nel 1770) e del Siam (nel 1821). La ristrutturazione fu diretta da Muhammad bin Lebai Tambi, architetto del Dipartimento dei lavori pubblici di statali del Kedah. Nel 1904 in questo edificio si tenne la cerimonia di matrimonio di cinque principi e principesse del sultanato; i festeggiamenti durarono 90 giorni. Oltre alla cerimonia di nozze, il Balai Besar fu utilizzato anche per le cerimonie di insediamento e le assemblee del Consiglio di Stato dal 1905 al 1973.
Nel 1906 fece costruire anche un nuovo edificio simile al Balai Nobat utilizzando cemento e metallo. L'architettura era simile a quella del precedente edificio in legno. L'altezza è di tre piani e la cupola al suo apice di fattezza islamica, simile a una moschea.

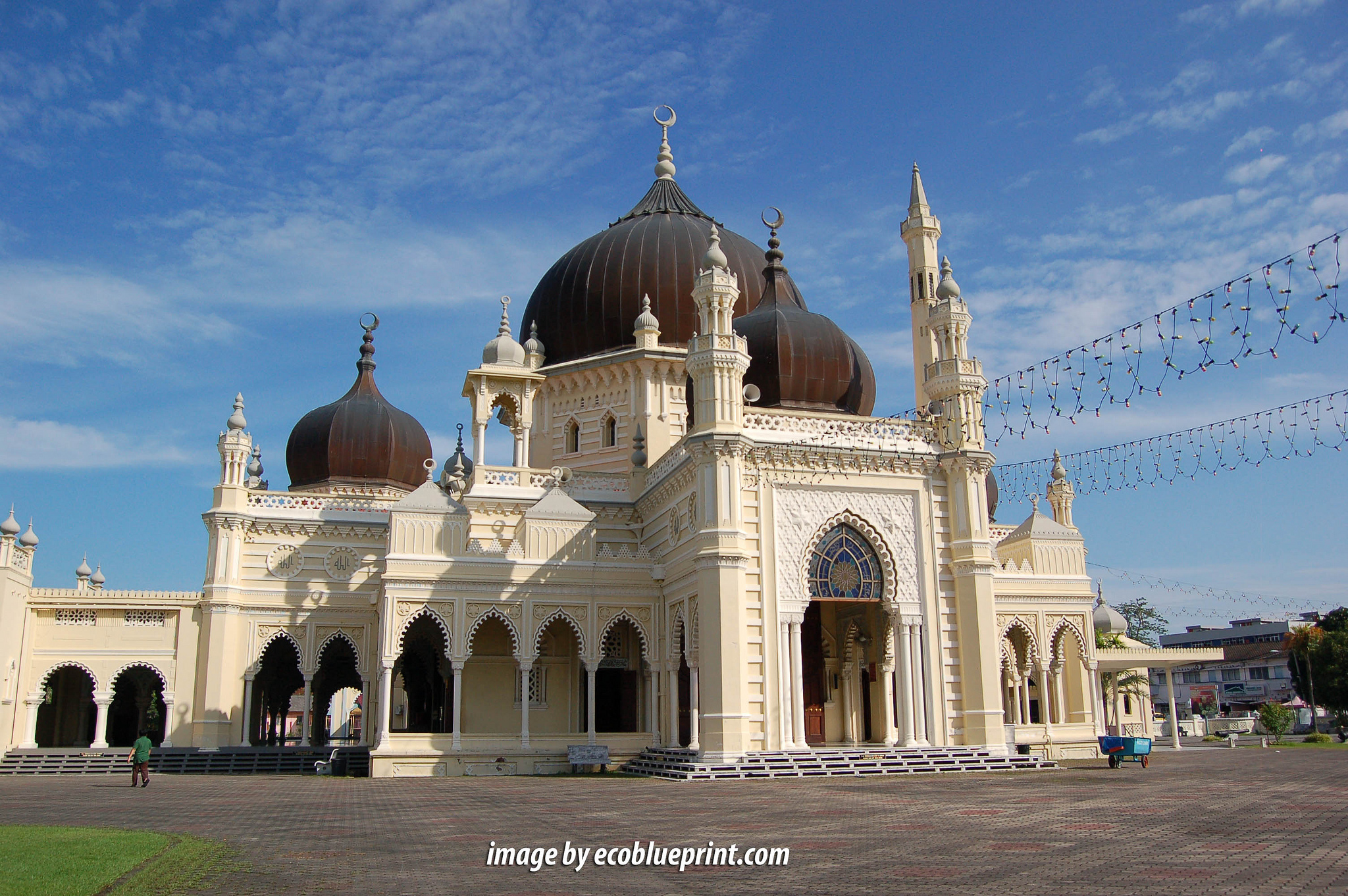
La moschea Zahir.

Il 16 luglio 1909 il sultanato passò dalla protezione del Siam a quella del Regno Unito.
Venerdì 15 ottobre 1915 venne inaugurata la moschea Zahir. Il sultano presenziò alla preghiera del venerdì, giorno considerato di buon auspicio. L'architettura della moschea è ispirata quella della moschea Azizi di Tanjung Pura, un tempo facente parte del sultanato di Langkat (oggi nella provincia di Sumatra Settentrionale). Questa moschea ha cinque grandi cupole principali che simboleggiano i cinque pilastri dell'Islam.
Nel 1937 lasciò le responsabilità di governo al figlio ed erede Badlishah.
L'8 dicembre 1943 i giapponesi invasero il sultanato e completarono la sua conquista il 15 dicembre. Abdul Hamid Halim, inizialmente rifugiatosi nel Penang, fu poi costretto a fuggire nella giungla con un figlio. Il 19 dicembre i famigliari lo indussero a cedere alle autorità giapponesi e firmò un atto in cui riconosceva l'autorità giapponese sul suo paese.
Si sposò nove volte ed ebbe quaranta figli, ventidue maschi e diciotto femmine.
Morì all'Istana Anak Bukit di Alor Setar il 13 maggio 1943. È sepolto nel mausoleo reale Langgar.